# Paul von Laer
Arnold David Karl Paul von Laer (geboren am 3. Juni 1863 in Münster; gestorben am 7. Dezember 1936 in Bielefeld) war ein preußischer Landrat des Kreises Moers und zuletzt Präsident des Landesfinanzamt Kassel.

## Leben

### Herkunft
Der Protestant Paul von Laer war ein Sohn des Landschaftsdirektors und Landesökonomierates Wilhelm von Laer (geboren am 9. Juni 1829 auf Gut Oberbehme; gestorben am 10. März 1926 in Kassel; verheiratet seit dem 15. September 1862 in Dresden, Annenkirche) aus dessen erster Ehe mit Luise von Laer, geborene Groneweg (1837–1866).

### Ausbildung und Werdegang
Nach dem Besuch der Gymnasien in Osnabrück und Münster, studierte Paul von Laer von 1881 bis 1884 in Freiburg, Straßburg und Berlin Rechts- und Staatswissenschaften. Er schloss seinen Militärdienst vom 1. Oktober 1882 bis zum 1. Oktober 1883 an, den er als Einjährig-Freiwilliger im Feld-Artillerie-Regiment Nr. 15 absolvierte, bevor er seine juristische Ausbildung fortsetze und am 28. November 1884 am Kammergericht in Berlin die erste juristische Prüfung ablegte. Anschließend wurde von Laer am 13. Dezember als Gerichtsreferendar im Bezirk des Oberlandesgerichts Hamm vereidigt. Unter Ernennung zum Regierungsreferendar am 29. Januar 1887 wechselte er schließlich in den allgemeinen Verwaltungsdienst, wo er zunächst bei der Königlich Preußischen Regierung in Münster Beschäftigung fand.
Mit Ablegung der Großen Staatsprüfung am 8. März 1890 ab dem 24. März 1890 als Regierungsassessor im Dienst der Königlich Preußischen Regierung in Danzig, wechselte er von dort an das Oberpräsidium der Rheinprovinz. Oberster Dienstherr war in Koblenz seit März 1890 sein späterer Schwiegervater Berthold (von) Nasse. Dort erhielt Paul von Laer auch die zunächst kommissarisch ausgesprochene Berufung, zum 1. November 1895 die Verwaltung des Kreises Moers anzutreten. Seine definitive Bestallung als Landrat folgte am 21. April mit Wirksamkeit zum 1. Mai 1896. 1902 mit dem Roten Adlerorden 4. Klasse ausgezeichnet, erhielt von Laer in Moers am 12. Januar 1914 per Allerhöchster Kabinettsorder mit seiner Charakterisierung als Geheimer Regierungsrat eine weitere Ehrung. Nach Ende des Ersten Weltkriegs wurde von Laer in das Reichsfinanzministerium berufen, wo er seit dem 21. Mai 1919 tätig war und am 20. Dezember desselben Jahres mit Bestallung zum 1. Januar 1920 die Ernennung zum Ministerialdirektor erhielt. Seine letzte Dienststation sollte das Landesfinanzamt Kassel werden, dessen Präsident er 1921 wurde und wo er zum 31. Dezember 1928 in den Ruhestand trat.

### Familie
Paul von Laer heiratete am 6. Mai 1896 in Koblenz Alwine Nasse (geboren am 9. August 1866 in Koblenz; gestorben am 20. März 1930 in Berlin-Zehlendorf), einer Tochter des Oberpräsidenten der Rheinprovinz Berthold (von) Nasse und dessen Ehefrau Helene (von) Nasse, geborene Weber. Der Rittergutsbesitzer auf Gut Oberbehme und spätere Landrat des Kreises Herford, Carl von Laer war sein Vetter.